# Franz Schnabel
Franz Bernhard Gerhard Schnabel (* 18. Dezember 1887 in Mannheim; † 25. Februar 1966 in München) war ein deutscher Historiker.

## Leben und Wirken

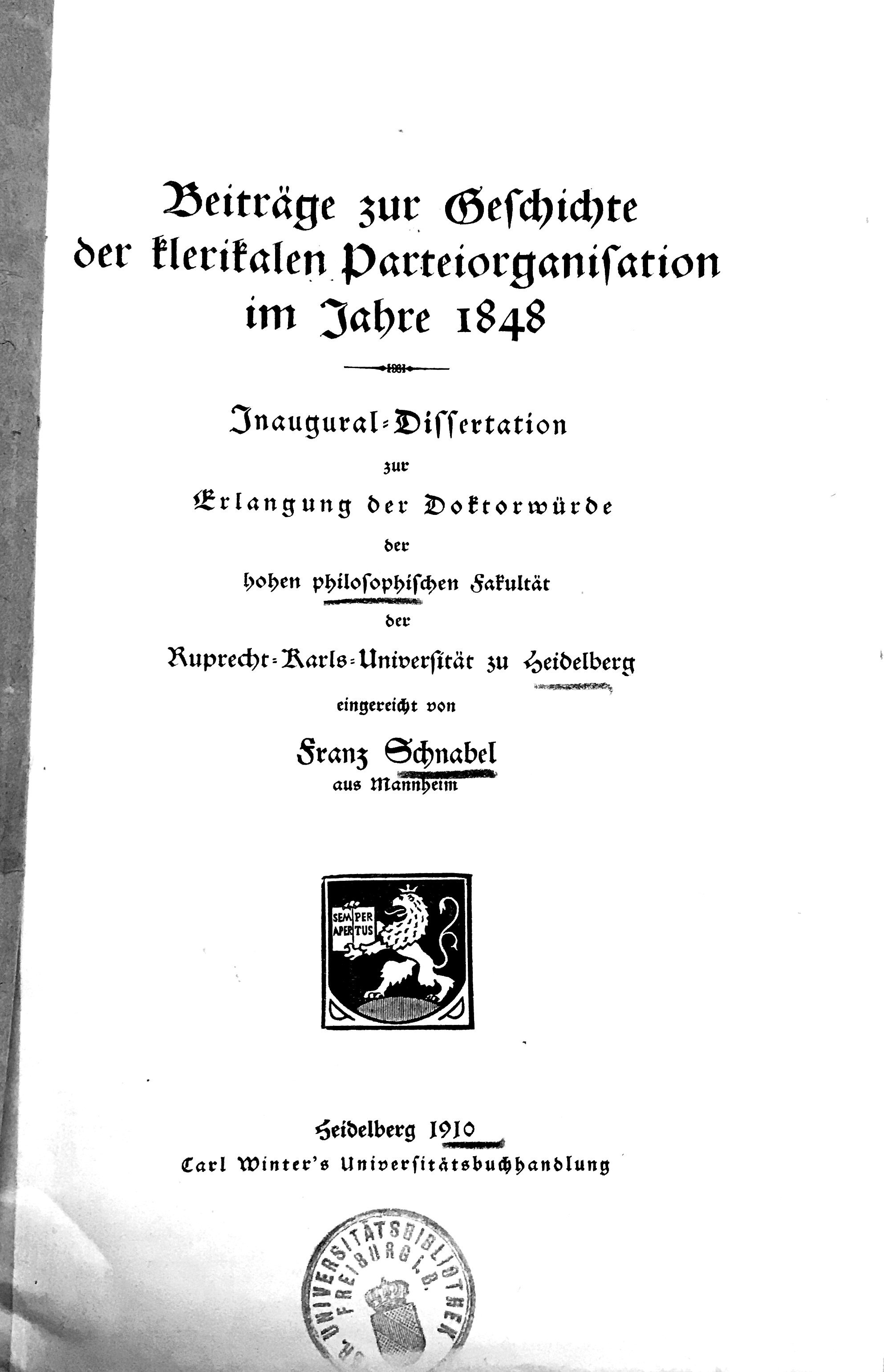
Deckblatt der Heidelberger Dissertation von 1910

Franz Schnabel kam als Sohn des Kaufmanns Karl Schnabel (1856–1930) und dessen Frau Maria, geb. Guillemin (* 1856), in Mannheim zur Welt. Schnabels Großvater väterlicherseits war Buchdrucker in Kreuznach; seine Mutter war die Tochter eines Ziegeleibesitzers aus Frankenthal (Pfalz). Schnabels Eltern, der Vater evangelisch, die Mutter katholisch, hatten 1885 geheiratet und erzogen ihre drei Kinder katholisch: der zweitgeborene Franz hatte eine ältere und eine jüngere Schwester. 
Schnabel wuchs im Milieu des liberalen badischen Bürgertums seiner Geburtsstadt auf und maß im Rückblick der engen Beziehung zu Frankreich, die über die Familie mütterlicherseits gegeben war, prägenden Einfluss auf seine Persönlichkeitsentwicklung bei: „Dank den Verwandten meiner Mutter kam ich schon als Knabe nach der Normandie und nach Paris. Wer aber in seiner Jugend französischen Boden betritt, wird immer den Sinn für die großen Konturen der Weltgeschichte mitnehmen.“ Schnabel besuchte das humanistische Gymnasium in Mannheim, das er 1906 abschloss. Anschließend studierte er an den Universitäten Berlin und Heidelberg Geschichte, Germanistik, Französisch und Latein. Im Jahr 1910 legte er das Staatsexamen für das Lehramt an Gymnasien ab und wurde noch im selben Jahr bei Hermann Oncken mit der Arbeit Der Zusammenschluß des politischen Katholizismus in Deutschland im Jahre 1848 zum Dr. phil. promoviert.
Im Jahr 1911 trat Schnabel als Lehramtskandidat in den badischen Schuldienst ein, ließ sich aber Anfang 1914 beurlauben, um im Auftrag der Badischen Historischen Kommission eine Geschichte der badischen Landstände zu erarbeiten. Das Projekt konnte wegen des Ausbruchs des Ersten Weltkriegs nicht verwirklicht werden: Im April 1915 wurde Schnabel einberufen, diente während des gesamten Krieges an der Westfront und wurde erst im Februar 1919 aus der Armee entlassen. Umgehend kehrte er in den badischen Schuldienst zurück und unterrichtete Latein, Französisch und Geschichte an Karlsruher Schulen: 1919/20 am Lessing-Gymnasium, Deutschlands erstem Mädchengymnasium, und 1920 bis 1922 am Goethe-Gymnasium, einem Realgymnasium für Jungen. Parallel zum Schuldienst verfolgte Schnabel, ermutigt durch den Lehrer Oncken, seine wissenschaftliche Laufbahn und habilitierte sich schon 1920 an der Technischen Hochschule Karlsruhe mit der von Hermann Wätjen betreuten Schrift Geschichte der Ministerverantwortlichkeit in Baden. Bereits 1922 wurde er auf den historischen Lehrstuhl der Technischen Hochschule Karlsruhe berufen, den er bis zu seiner Entlassung im Jahr 1936 innehatte. Neben seiner Professur fungierte Schnabel von 1924 bis 1927 als Leiter des Badischen Generallandesarchivs.
Schnabels Jahre auf dem Karlsruher Lehrstuhl waren durch eine außerordentliche Produktivität gekennzeichnet. Im Anschluss an seine Habilitationsschrift setzte er die Forschung zum badischen Frühkonstitutionalismus fort und publizierte im Jahr 1927 zwei knappe, aus archivalischem Material erarbeitete Biographien über die badischen Politiker Sigismund von Reitzenstein und Ludwig von Liebenstein. Schon 1920 hatte Schnabel die Erarbeitung einer Quellenkunde übernommen, die für die neuzeitliche Geschichte leisten sollte, was Wilhelm Wattenbach für das Mittelalter geleistet hatte; das 1931 veröffentlichte, bis heute relevante Werk, erschloss die Quellen der Reformationszeit bis 1550, wurde von Schnabel aber nicht weitergeführt. Im selben Jahr 1931 veröffentlichte Schnabel aus Anlass des 100. Todestages des Freiherrn vom Stein eine schmale Biographie des preußischen Reformers, der von Gerhard Ritter die Instrumentalisierung Steins für aktuelle politische Zwecke vorgeworfen wurde; Schnabel und Ritter diskutierten diese Frage kontrovers. Schnabel trat in den Weimarer Jahren auch als Schulbuchautor hervor: Sein 1923 erstmals erschienenes Schulbuch Geschichte der neuesten Zeit im B. G. Teubner Verlag wurde auch als selbständiges Werk für weitere Kreise veröffentlicht, erlebte mehrere Auflagen und war noch für Studenten nach 1945 relevant. Vor allem aber entstand seit Mitte der 1920er Jahre Schnabels Hauptwerk, die Deutsche Geschichte im neunzehnten Jahrhundert, die in den Jahren 1929, 1933, 1934 und 1937 in vier Bänden erschien. In diesem unvollendet gebliebenen Werk, das nicht über das Jahr 1840 hinauskam, unternahm Schnabel den Versuch, die politische Geschichte sowie die Sozial-, Kultur-, Wirtschafts- und Technikgeschichte des 19. Jahrhunderts in ihrem Zusammenwirken zu analysieren und als Voraussetzungen der „Kulturkrise“ des 20. Jahrhunderts zu deuten. Ein fünfter Band mit dem Titel Das Erwachen des deutschen Volkstums wurde von Schnabel als Manuskript fertiggestellt, konnte wegen der NS-Zensur aber nicht mehr erscheinen.
Im Unterschied zu den meisten Historikern seiner Zeit stand Schnabel der Weimarer Republik positiv gegenüber, was er publizistisch, in Vorträgen und in seinen wissenschaftlichen Arbeiten zum Ausdruck brachte, ohne sich aber parteipolitisch zu engagieren. Einen Höhepunkt erreichte sein Einsatz im Oktober 1932, als er sich in der Zeitschrift Hochland gegen den Preußenschlag der Regierung Papen wandte. Sein Text Neudeutsche Reichsreform setzte mit den dramatischen Worten ein: „Auch wenn die Diskussion geschlossen sein sollte und künftig nur noch diktiert wird im deutschen Vaterlande, so bleibt es doch die Pflicht der geistig führenden Schicht, so lange ihre Stimme zu erheben, wie dies möglich ist.“ Trotz seines klaren Bekenntnisses zu Rechtsstaat und Föderalismus ist nach dem Regierungsantritt der Nationalsozialisten eine Phase erkennbar, in der sich Schnabel an Bemühungen beteiligte, einen Brückenschlag zwischen Katholizismus und Nationalsozialismus zu unternehmen, wobei etwa an die Konzeption des Ständestaates oder die Reichsidee angeknüpft wurde. Diese Phase endete spätestens 1935, als Schnabel indirekt durch das Vorgehen Walter Franks gegen seinen Lehrer Hermann Oncken betroffen wurde. Frank bezeichnete in seinem Artikel gegen Oncken Schnabel nebenbei als „klerikalen Historiker“ und unterstellte eine Regimefeindschaft. Am 15. Juli 1936 wurde Schnabel in Karlsruhe entlassen. Er siedelte umgehend nach Heidelberg über, wo er bis 1945 als Privatgelehrter lebte. In diesen Jahren publizierte Schnabel vorwiegend kulturgeschichtliche Artikel in der Tagespresse, insbesondere in der Frankfurter Zeitung; daneben veröffentlichte er Aufsätze und zahlreiche Rezensionen in der Zeitschrift Hochland, bis diese 1941 eingestellt werden musste, sowie in weiteren Fachzeitschriften. Im Jahr 1944 wäre Schnabel trotz seiner inzwischen 57 Jahre beinahe noch zum Wehrdienst eingezogen worden, wurde jedoch durch Intervention des befreundeten Ex-Generals Bernhard Schwertfeger freigestellt.
Im September 1945 wurde Schnabel zum Landesdirektor für Unterricht und Kultus im Bezirk Baden ernannt, dem nördlichen Teil des neu gebildeten Landes Württemberg-Baden. Diese Berufung hatte er seiner Bekanntschaft mit Heinrich Köhler zu verdanken, der zu dieser Zeit Regierungspräsident war. Im Oktober 1945 erhielt Schnabel zudem seine Karlsruher Professur zurück. Allerdings strebte er nun eine Professur an einer Universität an, bevorzugt in Heidelberg. Hierfür bot sich 1946 eine Chance, als Willy Andreas seinen Lehrstuhl auf Druck der amerikanischen Besatzungsmacht räumen musste. Schnabel betrieb seine Berufung, wogegen sich die Philosophische Fakultät in Heidelberg massiv wehrte. Im Hintergrund standen Äußerungen Schnabels aus dem Jahr 1945, in denen er speziell der Universität Heidelberg den Vorwurf gemacht hatte, schon vor 1933 die künftigen NS-Eliten herangezogen zu haben. Gegen den Versuch der Landesregierung, ihren Kultusbeamten Schnabel in Heidelberg durchzusetzen, erstattete die Universität ein für Schnabel vernichtendes Gutachten und konnte damit die Berufung verhindern. Schnabel zog aus dem zerrütteten Verhältnis zur Universität die Konsequenz und trat als Landesdirektor zurück.
Schon im Sommer 1945 war die Universität München mit der Frage an Schnabel herangetreten, ob er eine Berufung annehmen würde. In München waren im Frühsommer 1945 auf Druck der amerikanischen Besatzungsmacht zahlreiche Professoren entlassen worden, darunter auch Ulrich Crämer, der den Lehrstuhl für Mittlere und Neuere Geschichte innegehabt hatte. Schnabel zeigte sich interessiert an dieser Professur, ohne aber definitiv zuzusagen. Dies aus zwei Gründen: zum einen hätte er eine Berufung in Heidelberg vorgezogen, zum anderen missfiel ihm, dass erwogen wurde, besagten Lehrstuhl zu einem Konkordatslehrstuhl umzuwidmen, um den evangelischen Hermann Heimpel auf den bisherigen Konkordatslehrstuhl für Mittelalterliche Geschichte berufen zu können. Schnabel sagte in München erst am 10. Februar 1947 zu, nachdem sich seine Heidelberger Ambitionen zerschlagen hatten und die Umwidmung des Lehrstuhls nach der gescheiterten Berufung Heimpels vom Tisch war. Schnabel lehrte schon im Sommer 1947 als Gastprofessor in München und übernahm den Lehrstuhl für Mittlere und Neuere Geschichte, den Walter Goetz vertretungsweise bekleidet hatte, zum 1. November 1947. Als Schnabel 1955 das Emeritierungsalter erreicht hatte, erhielt er das Privileg, den Zeitpunkt seiner Entpflichtung selbst festzulegen. Tatsächlich wurde er erst nach dem Sommersemester 1962 mit fast 75 Jahren auf eigenen Wunsch emeritiert und hielt noch bis 1964 Vorlesungen. Als einziger Professor vertrat er in München die Geschichte der Neuzeit und wehrte sich stets gegen eine Vergrößerung des Lehrkörpers; so wurde der Lehrstuhl erst nach seinem Ausscheiden in einen für die Geschichte der Frühen Neuzeit und einen für Neuere Geschichte geteilt, auf die Fritz Wagner und Walter Bußmann berufen wurden. Im Jahr 1947 wurde Schnabel in die Historische Kommission bei der Bayerischen Akademie der Wissenschaften berufen, deren Präsident er von 1951 bis 1959 war. Seit 1948 gehörte er zudem der Bayerischen Akademie der Wissenschaften als ordentliches Mitglied an. Seit 1949 leitete er den Gesamtverein der Deutschen Geschichts- und Altertumsvereine.
Schnabels Jahre auf dem Münchner Lehrstuhl unterschieden sich deutlich von der Karlsruher Zeit. Während dort die eigene Forschung im Mittelpunkt seiner Arbeit gestanden hatte, konzentrierte er sich in München ganz auf seine Rolle als akademischer Lehrer. Der Staatsrechtler Ernst-Wolfgang Böckenförde, der bei Schnabel im Fach Geschichte promoviert wurde, überlieferte Schnabels diesbezügliche Aussage: „Ich habe nun einmal die Auffassung, daß in der heutigen Zeit jeder eine gesellschaftlich notwendige Tätigkeit ausüben solle. Und ich bin der Meinung, daß das Lehren vor den Studenten gesellschaftlich notwendiger ist, als seine eigenen Bücher zu schreiben. Daß ich zur Weiterarbeit an meiner deutschen Geschichte hier nicht kommen würde, war mir klar, als ich den Ruf nach München annahm.“ Schnabels Vorlesungen in der Großen Aula oder im Auditorium maximum, gehalten immer Montag und Dienstag Nachmittag je zweistündig, hatten stets 800 bis 1200 Hörer. Sie wurden auch von Studenten anderer Fächer und aus der Münchner Stadtgesellschaft reichlich besucht. Schnabel wurde für die Universität München zu einem Magneten, der Studenten anzog, vergleichbar nur mit Romano Guardini. Erst in den Münchner Jahren konnte Schnabel eigene akademische Schülerinnen und Schüler ausbilden, darunter Franz Herre, Heinrich Lutz, Karl Otmar Freiherr von Aretin, Friedrich Hermann Schubert, Eberhard Weis, Erich Angermann, Lothar Gall, Hans Schmidt, Peter Hoffmann, Peter Krüger, Adelheid von Saldern und Karl-Egon Lönne.
Schnabels vierbändige Deutsche Geschichte im neunzehnten Jahrhundert wurde in den Jahren 1947 bis 1951 unverändert neu aufgelegt, erschien 1964/65 in einer achtbändigen Taschenbuchausgabe und wurde 1987 letztmals bei DTV herausgegeben. An einer Fortsetzung seines Hauptwerkes hat Schnabel nach 1945 nicht mehr gearbeitet, auch den fünften Band des Werkes brachte er nicht mehr zum Druck. Nach seinem Tod wurde dessen Erscheinen angekündigt, später noch ab und an gefordert, bis heute aber nicht realisiert. Thomas Hertfelder vertrat die Auffassung, dies sei „zu Schnabels Glück“ nicht geschehen. Schnabel habe in diesem Band in einer Mischung aus Zensur und Selbstzensur liberale Positionen preisgegeben und sich von der westeuropäischen politischen Tradition abgewandt. Seine Laufbahn als Schulbuchautor setzte Schnabel nach dem Krieg fort. Andere Publikationen der Münchner Jahre gingen meist aus Vorträgen hervor, die durch Jubiläen veranlasst waren, so 1951 anlässlich des 150-jährigen Bestehens des Herder-Verlags oder 1958 anlässlich des 100. Gründungstages der Münchner Historischen Kommission. Schnabels großes Anliegen nach dem Ende des Dritten Reichs und als Reaktion darauf war die Erneuerung der humanistischen Bildungsidee, wofür sein 1955 gehaltener Akademievortrag Das humanistische Bildungsgut im Wandel von Staat und Gesellschaft charakteristisch ist. Schnabel beteiligte sich an den nach 1945 geführten Debatten um Person und Werk Otto von Bismarcks, wobei er in einer Besprechung der Bismarck-Biographie Erich Eycks die These vertrat, dass die Kleindeutsche Lösung der Deutschen Frage ein Irrweg gewesen sei. Gegen Schnabels Position argumentierten namhafte Kollegen, darunter auch Gerhard Ritter, der schon Anfang der 1930er Jahre Schnabels liberale Interpretation des Freiherrn vom Stein kritisiert hatte.

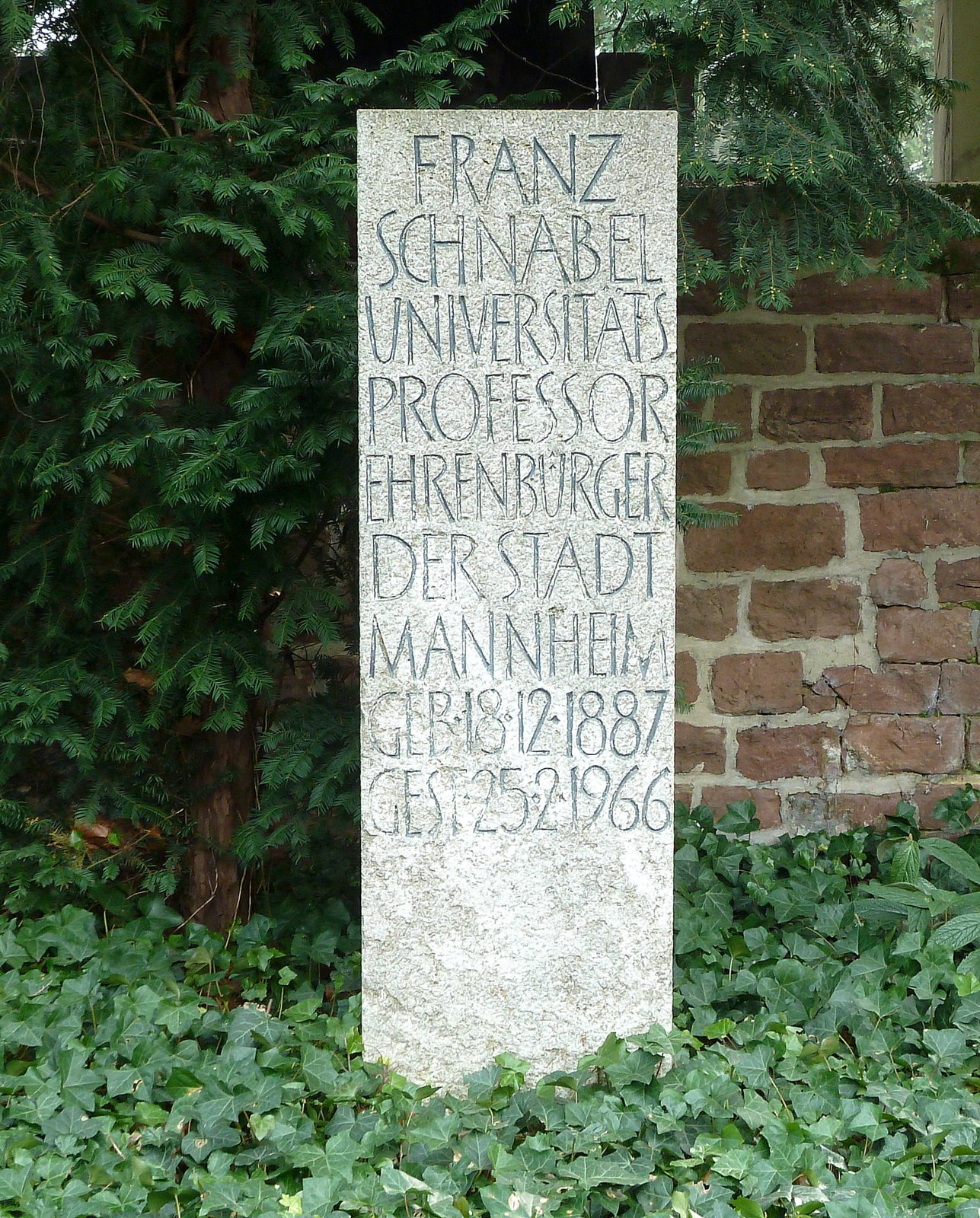
Schnabels Grab auf dem Hauptfriedhof Mannheim

Das Grab seiner Eltern Karl und Maria (geb. Guillemin) sowie seiner Schwester Katharina wurde aufgelassen. Neben Schnabel wurde seine Schwester Maria (1889–1971) bestattet, die jahrzehntelang für ihn sorgte.

## Ehrungen
Im Jahr 1954 wurde Schnabel die Ehrenbürgerschaft der Stadt Mannheim verliehen, 1961 erhielt er den Bayerischen Verdienstorden. Schnabel war Ehrendoktor der Ingenieur- und Staatswissenschaften (Aachen und München), Ehrensenator der Wirtschaftshochschule Mannheim und Ehrenmitglied der British Historical Association und der American Historical Association. Nach ihm sind eine Straße in Mannheim-Feudenheim und in Karlsruhe-Hagsfeld sowie ein Gebäude des Karlsruher Instituts für Technologie benannt. Die Franz-Schnabel-Gedächtnismedaille, eine Auszeichnung der Oberrheinischen Stiftung Geschichte und Kultur für Abiturienten in Baden-Württemberg, die an den Jahrgangsbesten für herausragende Leistungen im Fach Geschichte verliehen wird, wurde nach ihm benannt.

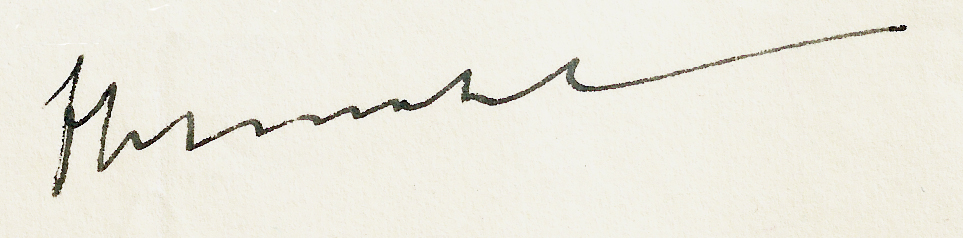
Franz Schnabel. Signatur 1935

## Schriften (Auswahl)
Eine von Karl-Egon Lönne erstellte Bibliographie der Veröffentlichungen Franz Schnabels erschien in: Franz Schnabel: Abhandlungen und Vorträge 1914–1965. Hrsg. von Heinrich Lutz. Herder, Freiburg/Basel/Wien 1970, S. 369–402.
- Der Zusammenschluß des politischen Katholizismus in Deutschland im Jahre 1848 (= Heidelberger Abhandlungen zur mittleren und neueren Geschichte, Band 29). Winter, Heidelberg 1910 (Teilw. zugl.: Heidelberg, Univ., Diss., 1910 u.d.T.: Beiträge zur Geschichte der klerikalen Parteiorganisation im Jahre 1848).
- Geschichte der Ministerverantwortlichkeit in Baden. G. Braun, Karlsruhe 1922 (Zugl.: Karlsruhe, TH, Habil.-Schr., 1920).
- Sigismund von Reitzenstein. Der Begründer des badischen Staates (= Schriftenreihe der Akademischen Mitteilungen, Band 6). J. Hörning, Heidelberg 1927.
- Ludwig von Liebenstein. Ein Geschichtsbild aus den Anfängen des süddeutschen Verfassungslebens. C. F. Müller, Karlsruhe 1927.
- Freiherr vom Stein. B. G. Teubner, Leipzig/Berlin 1931.
- Deutsche Geschichte im neunzehnten Jahrhundert. Herder, Freiburg im Breisgau 1929–1937; Nachdruck: Deutscher Taschenbuch Verlag, München 1987.
  - Band 1: Die Grundlagen. 1929, Nachdruck: ISBN 3-423-04461-6.
  - Band 2: Monarchie und Volkssouveränität. 1933; Nachdruck: ISBN 3-423-04462-4.
  - Band 3: Erfahrungswissenschaften und Technik. 1934; Nachdruck: ISBN 3-423-04463-2.
  - Band 4: Die religiösen Kräfte. 1937; Nachdruck: ISBN 3-423-04464-0.
- Abhandlungen und Vorträge 1914–1965. Hrsg. von Heinrich Lutz. Herder, Freiburg/Basel/Wien 1970.